# Sankt Antoni
Sankt Antoni is een plaats en voormalige gemeente in het Zwitserse kanton Fribourg en maakt deel uit van het district Sense. Sankt Antoni telt 934 inwoners.

## Geschiedenis
Op 1 januari 2021 werd Sankt Antoni samen met Alterswil opgenomen in de gemeente Tafers.

## Geboren
- Beat Vonlanthen (1957-), politicus